# Дистанционное управление

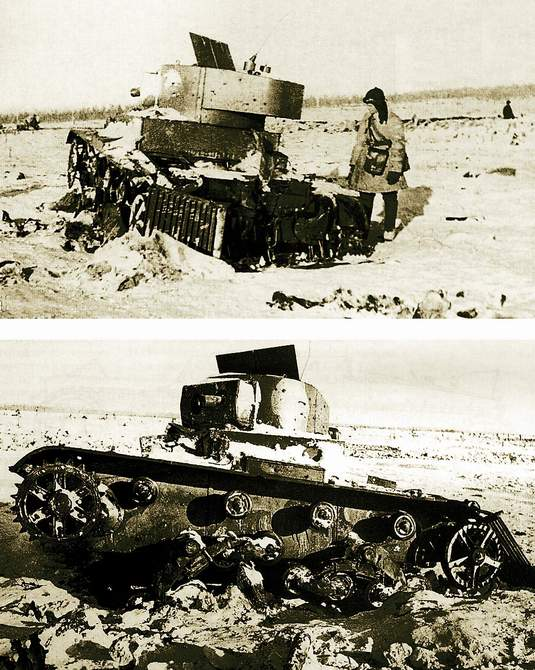
Телеуправляемый танк с дистанционным управленим ТТ-26 (217-й отдельный танковый батальон, 30-й химической танковой бригады) РККА, февраль 1940 года.

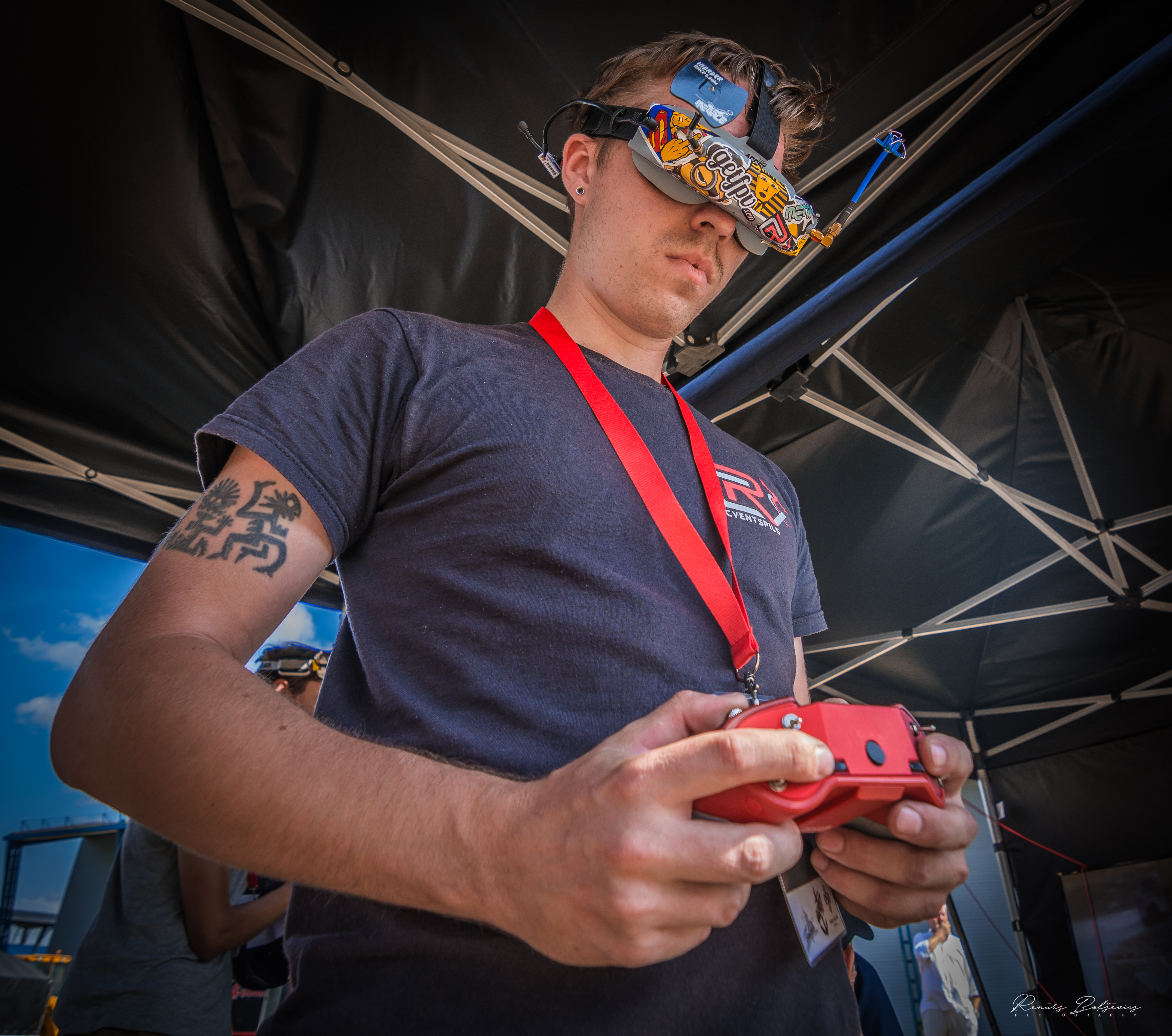
молодой мужчина с очками и пультом дистанционного управления FPV дрона

Дистанционное управление (ДУ) — передача управляющего воздействия (сигнала) от оператора к объекту управления, находящемуся на расстоянии, из-за невозможности передать сигнал напрямую, если объект движется, находится на значительном расстоянии или в агрессивной среде и тому подобное.

## Конструкция
Дистанционное управление (ДУ) состоит из: передатчика (пульта ДУ), приёмника и исполнительных механизмов (реле, тяги и тому подобное). Системы ДУ различаются прежде всего по типу канала связи:
Механический каналиспользуется там, где объекты удалены друг от друга на сравнительно небольшое расстояние или требуется обеспечить мгновенную неискажённую реакцию (например, управление летательными аппаратами, автомобилями).
Электрический канал
- проводной канал — используется там, где нет возможности применить беспроводные каналы (например, из-за отсутствия прямой видимости, наличия экранировки, соображений секретности и так далее) либо из соображений стоимости и помехозащищённости. Такой канал используется, главным образом, для управления системами мобильных объектов, оборудованием производственных объектов, лабораторий, или специальных объектов (военного и другого назначения);
- радиоканал (радиоуправление) — используется, главным образом, для управления подвижными объектами — радиоуправляемыми спортивными моделями и игрушками, оборудованием для чрезвычайных ситуаций (роботы и так далее), беспилотными летательными аппаратами (БПЛА), военными мобильными объектами; либо в ситуациях, когда передатчик и приёмник не могут находиться в зоне прямой видимости (системы освещения или отопления, подъемники гаражных дверей и так далее);
- ультразвуковой канал — используется редко, для управления мобильными и стационарными объектами на сравнительно небольшом расстоянии;
- инфракрасный канал — используется, как правило, для бытовой электроники.

## История
Впервые в мире дистанционное управление по радио было продемонстрировано русским инженером и изобретателем Николаем Дмитриевичем Пильчиковым в 1896—1898 годах. В основе примененного им принципа лежал прибор, способный принимать не все радиоволны, а только радиоволны, имеющие конкретную длину. То есть прибор Пильчикова настраивался на определённую радиоволну и отфильтровывал все радиопомехи. В России 25 марта 1898 года в Одессе профессор Н. Д. Пильчиков демонстрировал свои опыты. С помощью радиоволн, проходящих через стены зала, он зажигал огни маяка, заставлял пушку стрелять, подорвал небольшую яхту и даже перевёл семафор на железной дороге. Пильчиков предложил российскому военному ведомству с помощью его прибора «возможность взрывать заложенные мины на значительном расстоянии, не имея с ними никакого сообщения кабелем или проволокою». Он писал о возможности строить радиоуправляемые минные лодки, которые могли бы без экипажа топить неприятельские корабли
В том же 1898 году в США Никола Тесла запатентовал метод и устройство для беспроводного управления судами и сухопутными транспортными средствами (патент США № 613809 от 8 ноября 1898 года). На выставке, проходившей в 1898 году в Мэдисон-сквер-гарден, он продемонстрировал публике макет радиоуправляемой лодки.
В 1903 году испанский изобретатель Леонардо Торрес-и-Кеведо продемонстрировал радиоуправляемого робота «Телекин». В 1906 году в Бильбао он по радио управлял движением лодки с корабля.

## Применение

### В космической технике
- Технология дистанционного управления также использовалась в исследованиях космоса. Советский Луноход дистанционно управлялся с Земли. Прямое дистанционное управление космическими аппаратами на бо́льших расстояниях непрактично из-за возрастающей задержки сигнала.
- Для управления оборудованием и двигателями космического корабля в кабине космонавтов имеются пульты ДУ.

### В технике связи
Дистанционное управление могут иметь ретрансляторы, радиомаяки, а также связные радиостанции, радиолокаторы и другие системы.

### В охранных системах и системах допуска
Управление воротами и шлагбаумами часто производится из помещений, с использованием пультов ДУ, также с помощью ДУ можно управлять наружным и внутренним освещением, камерами видеонаблюдения и так далее.

### В моделировании
Широко распространены модели различных аппаратов (напр., модели автомобилей, самолётов, кораблей) с дистанционным радиоуправлением. Также аналогичные детские игрушки.

### В компьютерной технике
До недавнего времени игровые приставки использовались исключительно проводные контроллеры (отчасти по той причине, что игроку трудно играть и при этом сохранять инфракрасный передатчик направленным на приставку). Небольшое число беспроводных контроллеров производилось сторонними производителями, в большинстве случаев в них использовалась радиосвязь. 

Первым беспроводным контроллером, который входил в стандартную поставку, стал WaveBird для приставки Nintendo GameCube. В следующем поколении игровых приставок — Xbox 360, PlayStation 3, Wii — беспроводные контроллеры стали стандартом. Обычно они работают по протоколу Bluetooth.
Некоторые модели мультимедийных ноутбуков от HP (серия Pavilion) имеют в своём комплекте фирменный пульт ДУ (в форм-факторе ExpressCard/54). Также многими ноутбуками можно управлять по каналу Bluetooth при помощи некоторых моделей мобильных телефонов Sony Ericsson (K700—800 и др.) и смартфонов.

### В бытовой технике
Телевизоры используют пульт дистанционного управления, музыкальные центры, видеомагнитофоны, видеоплееры, аудиоплееры, радиоприёмники, кондиционеры.

### В фото-, кино- и видеотехнике
Впервые дистанционное управление появилось в прикладных областях, таких, как аэрофотосъёмка, а также научные фотография и кино. В простейшем случае дистанционный спуск осуществляется механическим приводом. Более совершенным считается электроспуск, запуск которого может быть беспроводным. В этом случае на камеру устанавливался электромагнит, автоматически нажимавший на кнопку при замыкании его цепей. Массовое применение беспроводного спуска в системных фотоаппаратах началось одновременно с появлением приставных электроприводов, штатно оснащавшихся электромагнитным толкателем для серийной съёмки. В цифровых фотоаппаратах с электронноуправляемыми затворами дистанционное управление подключается параллельно контактам спусковой кнопки. Беспроводной спуск основан на передаче команды инфракрасным излучением или по радиоканалу. Последний тип ДУ обеспечивает максимальную дальность и нашёл широкое применение при съёмке спортивных мероприятий из труднодоступных точек или мест, в которых присутствие фотожурналистов не допускается правилами. Кроме спуска затвора, пульты новейших фотоаппаратов позволяют управлять зумом и некоторыми другими параметрами. Большинство системных фотовспышек оснащается функцией дистанционной синхронизации по инфракрасному каналу связи для возможности использования дополнительных вспышек, размещаемых отдельно от камеры.
Современная профессиональная киносъёмочная и телевизионная аппаратура рассчитана на работу с дистанционным управлением в сочетании с телевизиром. Это позволяет вести съёмку без непосредственного участия оператора в труднодоступных местах, в частности с лёгкого операторского крана. При этом, кроме основных параметров кино- или видеокамеры, дистанционно управляется панорамная головка, осуществляя панорамирование с контролем по монитору телевизира или электронного видоискателя.
При комбинированных съёмках дистанционное управление является ключевым элементом систем повтора движения камеры.

### В осветительной технике
Дистанционное управление широко используется в световом дизайне и оформлении (кинотеатров, театров, цирков) и, в некоторых случаях, в обеспечении массовых мероприятий на открытом воздухе.

### В военном деле
- В Первой мировой войне немецкий военно-морской флот применял специальные дистанционно управляемые катера Fernlenkboot[нем.] для борьбы с прибрежным флотом. Они приводились в движение двигателями внутреннего сгорания и управлялись дистанционно с береговой станции по кабелю длиной несколько миль, привязанному к катушке на корабле. Самолёт использовался для их точного наведения. Эти лодки несли большой заряд взрывчатки в носу и ходили на скорости 30 узлов[9].
- Красная армия в Советско-финской кампании и в начале Великой Отечественной войны использовала дистанционно-управляемые (по радиосвязи из управляющего танка на расстоянии 500—1500 м) танки, таким образом, получалась телемеханическая группа. Красная армия выставила по меньшей мере два таких батальона в начале ВОВ. Также в КА были дистанционно-управляемые катера и самолёты (экспериментальные).
- Подробная информация о применении ПДУ для современных средств спецназначения носит преимущественно закрытый характер, но есть и исключения, например о Стандартном дистанционном управляемом боевом модуле.

### На ЖД-транспорте и в метро
ДУ применяются для управления оборудованием поездов, путевым оборудованием, оборудованием станций (эскалатор, освещение и т. д.).

### На водном транспорте
Значительная часть судового оборудования управляется с помощью ДУ.

### В промышленном производстве и строительстве
Некоторые виды производственного и строительного оборудования могут управляться с помощью дистанционного управления.

#### Авария на ЧАЭС
За несколько лет до событий на Чернобыльской атомной электростанции в производственном объединении «Сибцветметавтоматика», в Красноярске под руководством Михаила Царегородцева разрабатывалась радиоуправляемая автоматическая система для тракторов-бульдозеров, её готовили для использования при производстве работ в опасных условиях, чтобы не подвергать опасности жизнь человека при разработке горных выработок и строительстве тоннелей, сопряженных с возможными обрушениями породы, в том числе, предполагались и другие случаи для её применения. И такой трагический случай наступил — в Союзе ССР произошла авария на ЧАЭС. Инженеры и специалисты производственного объединения «Сибцветметавтоматики» одними из первых выехали в Чернобыль. А с Челябинского тракторного завода в зону бедствия были отправлены бульдозеры. Специалисты «Сибцветметавтоматики» в кратчайшие сроки времени оборудовали семь тяжёлых бульдозеров марки ДЭТ-250 системой радиоуправления, что позволило производить расчистку зараженной территории вокруг ЧАЭС в местах с высокой радиацией без участия трактористов-машинистов.

### В электроэнергетике
В электроэнергетике ДУ используются для управления объектами энергосистемы и управления энергопотреблением.
В большой энергетике с 2010-х годов широко распространилось дистанционное управление коммутационными аппаратами и устройствами РЗА.
Начиная с инициативы ПАО РусГидро по дистанционному управлению активной мощностью гидрогенераторов в 2014 г. были подключены большинство крупных ГЭС России к системе дистанционного управления плановой мощностью (СДПМ) СО ЕЭС. Эта система позволяет управлять заданием мощности гидроэлектростанций из диспетчерских центров.
С 2020 года СО ЕЭС начал распространение технологии СДПМ на тепловые электростанции.

### В лабораторном оборудовании
Некоторые виды лабораторного оборудования управляются с помощью ПДУ.

### В автомобиле
Автосигнализация, центральный замок.